# Dendropsophus brevifrons
Dendropsophus brevifrons és una espècie de granota que viu al Brasil, Colòmbia, l'Equador, Guaiana Francesa, Perú i, possiblement també, a Surinam.
Està amenaçada d'extinció per la pèrdua del seu hàbitat natural.